# Şivekar Sultan
Şivekar Sultan, född 1627, död 1647, var en av den osmanska sultanen Ibrahim:s hustrur (konkubiner).
Hon hette ursprungligen Maria och var dotter till en kristen armenisk köpman i Konstantinopel. Hon valdes ut till att bli medlem i det kejserliga osmanska haremet sedan sultanen hade sänt ut sina agenter för att leta reda på stadens fetaste kvinna. Hon blev sedan en av sultanens hustrur med titeln Haseki Sultan (hustru) nummer sju: juridiskt sett var hon inte hustru utan slavkonkubin. Hon fick endast ett barn, en son som avled vid födseln. 
Şivekar Sultan var en av sultanens främsta och mest inflytelserika favoriter. När sultanen insjuknade i sinnessjukdom fick hon ett stort inflytande över honom genom sin förmåga att lugna hans nerver. Hon är ökänd då hon år 1647 influerade sultanens massavrättning av sina konkubiner: det uppges ha varit hon som informerade sultanen om att en av hans konkubiner var otrogen. Denna uppgift resulterade i att sultan Ibrahim lät förhöra haremskvinnorna under tortyr för att få veta namnet på den man som lyckats ta sig in i haremet, och när förhören inte ledde någon vart, lät han avrätta samtliga 280 konkubiner genom att sy in dem i säckar och dränka dem i Bosporen för otrohet: han skonade dock sina hustrur. Denna ökända incident gjorde sultanens mor Kösem Sultan förfärad, och hon kallade till sig Şivekar Sultan och förgiftade henne. 